# Калаусская битва
Калаусское сражение — произошло в октябре 1821 года между черкесским племенем шапсуги, напавшими на Черноморскую кордонную линию и черноморскими казаками оборонявшими её. Закончилось разгромом черкесов.

## Ход
На протяжении Кавказской войны черкесы неоднократно совершали нападения на русскую оборонительную линию на Кубани и приграничные станицы. В 1810 году крупный отряд черкесов напал на казаков у Ольгинского кордона. В дальнейшем нападения черкесов и ответные экспедиции русских войск продолжались.
В октябре 1821 года, большая группа черкесов численностью около 3000 человек появилось на Кубани близ речки Давыдовки. Пластуны проводившие разведку на закубанской стороне обнаружили черкесов и передали информацию на Петровский пост, где в это время находился начальник кордонной линии генерал Власов. Не имея времени на сбор сил генерал Власов решился действовать с теми силами, которые оказались у него под рукой: 611 конных и 65 пеших казаков, при 2-х орудиях. Были посланы разъезды для наблюдения за горцами, кордонная цепь усилена. 
Вечером 2 октября русские войска обнаружив переправу горцев, и пропустив их вперёд, зашли им в тыл. Горцы перешли Кубань в двух верстах от Петровского поста, и всей массой двинулись на хутора Петровской станицы, стоявшие в пятнадцати и в тридцати верстах от кордона. Как только направление движения черкесов стало понятно, Власов остался со своим отрядом на месте и приказал пластунам засесть в камыши, облегавшие переправу, а войсковому старшине Журавлю с постовой командой преследовать шапсугов, вступить с ними в бой и ложным отступлением навести на засады. В шести верстах от кордона русские нагнали шапсугов и открыли ружейный огонь.
В это время на помощь русскому отряду прибыла сотня казаков с одним орудием, Власов отправил и её на помощь сражавшимся. Орудие открыло картечный огонь по черкесам, в то же время на линии была поднята тревога. Горцы смешались и дрогнули. В ночной тьме, предполагая что они окружены, черкесы ринулись назад к переправе, преследуемые русскими. В это время с тыла они были атакованы пластунами, скрывавшимися в камышах. Огонь ружей и орудий заставили черкесов отойти влево, где они столкнулись с отрядом Власова, который атаковал горцев картечью уже из двух орудий. Горцы вновь повернули назад, но их отступление было перерезано отрядом Власова. Отбитые вправо, черкесы в ночной темноте попали в прогнойный Калаусский лиман, где были изрублены казаками. Сам Власов находился впереди и принимал участие в рукопашной схватке наравне с другими. Один из казаков позднее отметил:

«Я аж ахнул, когда увидел, что и сам генерал рубится с нами. Знаем мы – другого не заманишь и близко подъехать к черкесам, командует себе издалека… А этот командовать командует, а сам, маленький да широкоплечий, знай наряду с казаками работает шашкой, и не одному черкесу снес голову… Сам рубит, а сам приободряет да покрикивает: «Бей, ребята! Топи, коли бусурманина!..» Ну и досталось же им на орехи!».
— Потто В. А. «Кавказская война в отдельных очерках, эпизодах, легендах и биографиях»
Только небольшому отряду в несколько десятков человек, ещё до прихода к лиману, успевшей прорваться сквозь русский отряд, удалось бежать за Кубань; остальные, вместе с лошадьми погибли в прогноях Калауса. Утром обнаружилось, что калаусские поля были усеяны трупами горцев, но большая часть погибла в водах лимана, пытаясь бежать.
Потери черкесов были тяжёлыми, погибло более 1000 человек, включая 20 князей. Казаки захватили 2 знамени и взяли в плен князя и 42 простых черкеса. В добычу казакам досталось 516 лошадей и много оружия. Потери русской стороны были незначительными, погибло 5 и было ранено 14 человек.
О значении Калаусской битвы генерал Ермолов доносил князю Волконскому: «…С самого водворения войска Черноморского в Тамани еще не было подобного поражения закубанцев на земле, войском занимаемой». Калаусское сражение стало переломным этапом в истории вооруженной борьбы горцев с черноморскими казаками.